# Corpe
Corpe – miejscowość i gmina we Francji, w regionie Kraj Loary, w departamencie Wandea.
Według danych na rok 1990 gminę zamieszkiwały 702 osoby, a gęstość zaludnienia wynosiła 41 osób/km² (wśród 1504 gmin Kraju Loary Corpe plasuje się na 724. miejscu pod względem liczby ludności, natomiast pod względem powierzchni na miejscu 683.).